# Joe Gibbs (Musikproduzent)
Joe Gibbs (* 14. Oktober 1942 in Salt Spring, Saint James Parish, als Joel Arthur Gibson; † 22. Februar 2008 in Kingston) war ein jamaikanischer Musikproduzent des Rocksteady, Reggae und Dancehall. Zusammen mit den „Ghetto-Produzenten“ Lee Perry, Clancy Eccles, Bunny Lee, Linford Anderson, Derrick Harriott, Lloyd Charmers und Winston Holness war er an der Entstehung des Early Reggae aus dem Rocksteady beteiligt. Seine bekanntesten Produktionen sind Love of the Common People von Nicky Thomas und Uptown Top Ranking von Althea & Donna.

## Werdegang
Joel Gibson machte in der Guantanamo Bay Naval Base, einem Stützpunkt der US Navy, eine Ausbildung zum Elektrotechniker. Zum Ende der Ska-Periode Mitte der Sechzigerjahre kehrte Gibson nach Kingston zurück und eröffnete in der Beeston Street das Fernseher-Reparatur-Geschäft Amalgamated, in dem auch Schallplatten verkauft wurden. Mit dem frühen Rocksteady-Song Hold Them von Roy Shirley machte sich Joe Gibbs auch als Musikproduzent einen Namen. Darauf folgten die Titel Long Shot, Jackpot und Catch the Beat von The Pioneers.
In der Anfangsphase arbeitete der Musiker und Produzent Lee Perry einige Monate für Joe Gibbs. Perry hatte 1968 seine Stellung in den WIRL Studios verloren und wechselte als Arrangeur und Toningenieur zu Gibbs. Für dessen Label Amalgamated Records arrangierte Perry einige Singles wie Long Shot / Jackpot für die Pioneers oder Just Like a River / El Casino Royale von Stranger & Gladdy. Auch konnte er mit dem Disstrack I Am The Upsetter und der Version Kimble eigene Stücke verwirklichen. Da sich Perry von Gibbs ungerecht bezahlt fühlte, wechselte er zurück zu WIRL, wo er in dem Disstrack People Funny Boy mit Gibbs abrechnete und dazu die Melodie von Long Shot parodierte  („All I have done for you, you not remember that“). Gibbs reagierte mit der Single People Grudgeful. Auf der A-Seite schimpfte er persönlich als „Sir Gibbs“ auf Perry, die B-Seite Pan Ya Machete übernahmen die Pioneers.
Perrys freie Stelle übernahm der Ghetto-Produzent Winston Holness alias Niney the Observer.

## Produktionen (Auswahl)
- 1967: Hold Them von Roy Shirley (Amalgamated)
- 1968: Please Stop Your Lying von Errol Dunkley (Amalgamated)
- 1968: Long Shot / Jackpot von The Pioneers (Amalgamated)
- 1968: Just Like a River / El Casino Royale von Stranger & Gladdy with Lynn Taitt & The Jets (Amalgamated)
- 1968: I Am The Upsetter von Lee „King“ Perry (Amalgamated)
- 1968: People Grudgeful / Pan Ya Machete von Sir Gibbs & The Pioneers with Gibson’s All Stars (Amalgamated)[4]
- 1969: Niney Special von Niney & The Destroyers (Destroyer)
- 1970: Knock on Wood von Alton Ellis (VP Records)
- 1970: Love of the Common People von Nicky Thomas (Jogib Records)
- 1970: If I Had a Hammer von Nicky Thomas (Joe Gibbs Record Globe)
- 1971: Maga Dog von Peter Tosh (Record Globe)
- 1972: Money in my Pocket (Original Version) von Dennis Brown (Record Globe)
- 1973: A-So We Stay (Money in Hand) von Big Youth & Dennis Brown (Record Globe)
- 1977: Two Sevens Clash von Culture (Gibbs)
- 1977: Uptown Top Ranking von Althea & Donna (Gibbs)
- 1980: Someone Loves You Honey von June C. Lodge (Gibbs/Ariola)[5]

## Filmografie
- Rockers, Regie: Ted Bafaloukos, Jamaika 1978. (Joe Gibbs spielt sich in einer Szene selbst.)